# Piotr Gawroński
Piotr Gawroński (* 25. März 1990) ist ein ehemaliger polnischer Straßenradrennfahrer.

## Sportlicher Werdegang
Piotr Gawroński gewann 2007 bei der Europameisterschaft die Bronzemedaille im Einzelzeitfahren der Junioren. Im nächsten Jahr gewann er ebenfalls Bronze im Straßenrennen. Außerdem gewann er eine Etappe beim Course de la Paix. Bei der Straßenrad-Weltmeisterschaft 2009 belegte Gawroński den zwölften Platz im Straßenrennen der U23-Klasse. 2010 wurde er U23-Europameister im Straßenrennen. 
Von 2012 bis 2014 fuhr Gawroński für die polnische Mannschaft CCC Polsat Polkowice. In seinem ersten Jahr dort gewann er den Prolog der Bałtyk-Karkonosze Tour. Der siebte Platz im Einzelzeitfahren bei der Rundfahrt Szlakiem Grodòw Piastowskich in seiner Heimat war die beste Einzelplatzierung bei einem Rennen des UCI-Kalenders. Mit dem Team gewann er das Mannschaftszeitfahren bei der Dookoła Mazowsza 2014.
Nach der Saison 2014 beendete Gawroński im Alter von 24 Jahren seine Karriere als Radrennfahrer.

## Erfolge
2007
- Europameisterschaft – Einzelzeitfahren (Junioren)

2008
- Europameisterschaft – Straßenrennen (Junioren)

2010
- Europameister – Straßenrennen (U23)

2012
- Bergwertung Szlakiem Grodòw Piastowskich

2014
- Mannschaftszeitfahren Dookoła Mazowsza

## Teams
- 2012 CCC Polsat Polkowice
- 2013 CCC Polsat Polkowice
- 2014 CCC Polsat Polkowice